# Jörg Herrmann (Theologe)

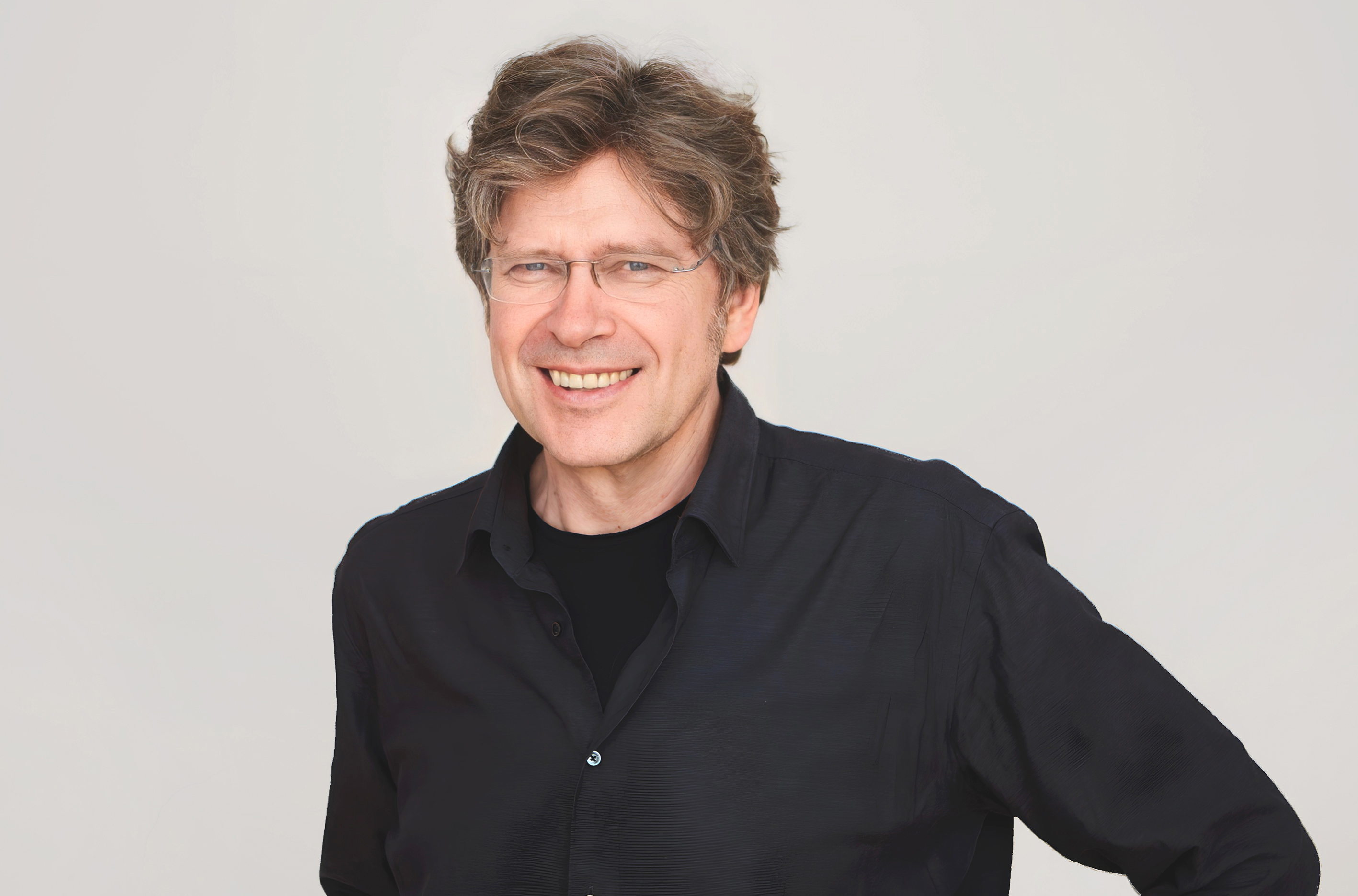
Jörg Herrmann (2023)

Jörg Herrmann (* 6. August 1958 in Schleswig) ist ein deutscher evangelischer Theologe und Autor. Er ist Direktor der Evangelischen Akademie der Nordkirche und Privatdozent für Praktische Theologie an der Universität Hamburg.

## Leben
Jörg Herrmann studierte Evangelische Theologie und Literaturwissenschaften in Marburg und Rom. Von 1987 bis 1989 absolvierte er das Vikariat in der Melanchthon-Kirchengemeinde in Hamburg-Altona. Von 1990 bis 1994 war er Mitarbeiter und von 1994 bis 1996 stellvertretender Leiter des Amtes für Öffentlichkeitsdienste der Nordelbischen Kirche in Hamburg. 1996 bis 2000 leitete er die Evangelische Medienzentrale in Hamburg. 2000 wurde er in Bochum mit einer Arbeit zur Religionshermeneutik des populären Films der 90er Jahre promoviert. Von 2000 bis 2006 war er wissenschaftlicher Mitarbeiter am Lehrstuhl für Praktische Theologie der Humboldt-Universität zu Berlin und leitete gemeinsam mit Wilhelm Gräb ein religionsempirisches DFG-Forschungsprojekt zu religiösen Sinnmustern in Kinofilmen, das werk- und rezeptionsanalytische Perspektiven kombinierte. 2005 habilitierte er sich in Berlin mit einer qualitativen Studie zum Zusammenhang von Medienerfahrung und Religion. Von 2006 bis 2007 entwickelte er das Projekt Kulturdialoge an St. Trinitatis im Kirchenkreis Hamburg-Altona. Ab 2007 leitete er den Neubeginn der Evangelischen Akademiearbeit der Nordelbischen Kirche in Hamburg, seit 2012 (bis 2020 gemeinsam mit Klaus-Dieter Kaiser) ist er Direktor der Evangelischen Akademie der Nordkirche. Von September 2021 bis Ende Februar 2022 war er zudem kommissarischer Leiter des Hauptbereichs „Seelsorge und gesellschaftlicher Dialog“ der Nordkirche. Seit seiner Habilitation 2005 unterrichtet er als Privatdozent an der Theologischen Fakultät der Humboldt-Universität zu Berlin und seit 2010 am Fachbereich Evangelische Theologie der Universität Hamburg.
Jörg Herrmann ist verheiratet und hat drei Kinder. Er ist der Bruder des Designers Lutz Herrmann.

## Arbeits- und Forschungsschwerpunkte
In seiner Zeit im Amt für Öffentlichkeitsdienst der Nordelbischen Kirche (AfÖ) initiierte Herrmann eine Kooperation mit dem damaligen Kinoleiter des Hamburger Abaton-Kinos Matthias Elwardt und dem Studienleiter der Katholischen Akademie Hamburg Dr. Hans-Gerd Schwandt zur Konzeption und Durchführung von Filmreihen mit anschließenden Filmgesprächen mit Experten zu religiösen und ethischen Fragen.(1) Es begann mit der Filmreihe „Auf der Suche nach dem verlorenen Gott“ im Herbst 1990 im Abaton-Kino. Seit 2007 laufen die Filmreihen (jeweils im Frühjahr und im Herbst) in Zusammenarbeit mit der Katholischen Akademie Hamburg und seit 2019 in Zusammenarbeit mit den Hamburger Zeise Kinos unter dem Titel „Licht & Dunkel. Gespräche über Religion und Film“.
Vor dem Hintergrund der Wahrnehmung religiöser Themen und Motive im Spielfilm schrieb Herrmann seine Dissertation „Sinnmaschine Kino. Sinndeutung und Religion im populären Film der 90er Jahre“ bei Wilhelm Gräb. Dies war der Auftakt für eine intensive Zusammenarbeit mit Wilhelm Gräb am Lehrstuhl für Praktische Theologie an der Humboldt-Universität zu Berlin an den Grundlagen einer religionskulturhermeneutisch orientierten Praktischen Theologie, die sich als eine Theorie der Religionspraxis in Kirche und Gesellschaft versteht und sich darum auch für die Analyse und empirische Erforschung der religiösen Dimension der Gegenwartskultur und vor allem der Medienkultur interessiert.
Gemeinsam mit und auf Initiative von Hinrich C.G. Westphal entwickelte Herrmann den alternativen Adventskalender „Der Andere Advent“, eine Einladung, die christlichen Wurzeln der Adventszeit wiederzuentdecken und ihre Botschaft in einer zeitgemäßen Sprache neu wahrzunehmen. Er erschien 1995 erstmalig in einer Auflage von 4000 Stück. Die steigende Nachfrage führte 1997 zur Gründung des ökumenischen Vereins „Andere Zeiten. Publizistische Initiativen zum Kirchenjahr“ mit Sitz in Hamburg, der sich in der Folgezeit aufgrund der stetig steigenden Auflage des Kalenders (in der Pandemiezeit über 700 000 Stück) zu einem gemeinnützigen Projekt mit einer breiten Palette von Publikationen, zwei Häusern in Hamburg-Ottensen und über 20 Angestellten entwickelte, das mit seinen Überschüssen kirchliche Projekte fördert. Aufgrund der zunehmenden Anforderungen an den ehrenamtlichen Vorstand hatte Jörg Herrmann, 2015 bis 2023 in der Nachfolge von Hinrich C.G. Westphal Vorstandsvorsitzender, mit seinen Vorstandskollegen einen Reformprozess initiiert, der zu einer neuen Vereinssatzung und zur Berufung eines hauptamtlichen Vorstandsteams (Broder Buch und Oliver Spies) führte, das am 1. September 2023 seine Arbeit aufgenommen hat. Der ehrenamtliche Vorstand (Jörg Herrmann, Sabine Schäfer-Kehnert, Oliver Spies und Christian Sauer) trat Ende August 2023 zurück.
Ab 1997 befasste sich Herrmann intensiver mit der Geschichte des deutschen Linksterrorismus. Ein erstes Porträt von Andreas Baader, das am 10. Oktober 1997 in der Wochenzeitung „Die Woche“ erschien, entwickelte er Jahre später gemeinsam mit dem Filmemacher Klaus Stern zur ersten Biographie Andreas Baaders weiter, die 2006 unter dem Titel „Andreas Baader. Das Leben eines Staatsfeindes“ bei dtv in München erschien. Herrmann wirkte im Beirat der 2005 eröffneten RAF-Ausstellung in den Berliner Kunstwerken mit und forschte über das Verhältnis von Protestantismus und Linksterrorismus.
Im Rahmen der Leitung des Neustarts der landeskirchlichen Akademiearbeit der Nordelbischen Kirche 2007 und ihrer Weiterentwicklung im Zuge der Gründung der Nordkirche 2012 setzte Herrmann Akzente in den Bereichen Religion und Kultur, Stadtentwicklung, ökologischer Transformation und Erinnerungskultur und initiierte gemeinsam mit Kollegen und Partnern Projekte (Die Stadt mitgestalten, Altstadt für alle!, Neue Anfänge nach 1945? Arisierung am Neuen Wall) und Veranstaltungsreihen (Konferenzen zur sozialen Spaltung, Evangelische Akademietage, Licht & Dunkel. Gespräche über Religion und Film, Transformationssalon) und publizierte zu diesen Themen.

## Funktionen und Mitgliedschaften
- Mitglied der Wissenschaftlichen Gesellschaft für Theologie (WGTh)
- der Sektion Religionssoziologie der Deutschen Gesellschaft für Soziologie (DGS)
- Mitherausgeber des von Andreas Mertin begründeten Online-Magazins tà katoptrizómena – Magazin für Kunst | Kultur | Theologie | Ästhetik.[8]
- Mitglied der Internationalen Forschungsgruppe Film und Theologie
- Fachbeirat Kunst und Medien der Guardini Stiftung
- der international interchurch film organisation interfilm
- im Verband der deutschen Filmkritik
- von 2013 bis 2016 Mitglied der Jury des Robert Geisendörfer Preises
- von 2006 bis 2023 im Vorstand des Vereins Andere Zeiten e. V.
- von 2015 bis 2023 war er Vorstandsitzender, seit 2017 ist er gemeinsam mit Johann Hinrich Claussen im Redaktionsbeirat des von Johann Hinrich Claussen, Jörg Herrmann und Frank Hofmann 2017 bei Andere Zeiten ins Leben gerufenen Themenheftes „Anders handeln“.

## Schriften

### Als Autor
- J. Herrmann: Sinnmaschine Kino: Sinndeutung und Religion im populären Film (= Praktische Theologie und Kultur). Kaiser, Gütersloher Verlag-Haus, 2001, ISBN 978-3-579-03482-9 (google.com [abgerufen am 6. März 2024]).

- J. Herrmann: Tiefenschärfe: 70 Kurzandachten. Patmos, 2002, ISBN 978-3-491-77034-8 (google.com [abgerufen am 6. März 2024]).
- K. Stern, J. Herrmann: Andreas Baader: das Leben eines Staatsfeindes (= DTV Premium). Deutscher Taschenbuch-Verlag, 2007, ISBN 978-3-423-24620-0 (google.com [abgerufen am 6. März 2024]).
- J. Herrmann: Medienerfahrung und Religion: Eine empirisch-qualitative Studie zur Medienreligion. Vandenhoeck et Ruprecht, 2007, ISBN 978-3-666-62397-4 (google.com [abgerufen am 6. März 2024]).
- J. Herrmann: Warum ich? Hiob-Motive im Spielfilm. Schüren Verlag, Marburg 2024, ISBN 978-3-7410-0463-6 (GoogleBooks, [abgerufen am 13. April 2024]).

### Als Herausgeber
- Jörg Hermann (Hrsg.): Mission mit allen Mitteln. Der Scientology-Konzern auf Seelenfang. 4. Auflage. Rowohlt, Reinbek bei Hamburg 1994, ISBN 3-499-19341-8.
- Jörg Hermann, Andreas Mertin, Eveline Valtink (Hrsg.): Die Gegenwart der Kunst. Ästhetische und religiöse Erfahrung heute. Fink, München 1998, ISBN 3-7705-3178-7.
- Jörg Hermann, Wilhelm Gräb, Jörg Metelmann, Birgit Weyel (Hrsg.): Ästhetische Erfahrung und Religion. Frankfurt/M./Wien/New York 2007, ISBN 978-3-631-56181-2.
- Jörg Hermann, Jörg Metelmann, Hans-Gerd Schwandt (Hrsg.): Wissen sie, was sie tun? Zur Inszenierung jugendlicher Gewalt im Film. Schüren, Marburg 2012, ISBN 978-3-89472-732-1.